# Chwiszczej
Chwiszczej – struga w województwie podlaskim. Prawy dopływ Leśnej Prawej. Posiada dopływy: Czobutok, Łozica. 
W okolicach wsi Orzeszkowo dolina rzeczki uzyskuje malownicze barwy, rośnie tu unikalna bagienna roślinność łąkowa, która służy za ostoję dla ptaków wodno-błotnych. 
Przeprowadzona pod koniec lat 60. regulacja rzeki Chwiszczej, melioracja łąk i drenacja pól uprawnych doprowadziła do stopniowego obniżenia się poziomu wód gruntowych. W latach 80. poziom wód był już tak niski, że doszło do poważnego przesuszenia dużej części terenów dawniej podtopionych, stopniowego zaniku siedlisk bagiennych, murszenia gleb torfowych i zaniku wodno-błotnej roślinności szuwarowej. Zagrożona została dalsza egzystencja ptaków wodno-błotnych. W związku z tym, w 1991 roku podjęto działania dla ponownego podniesienia poziomu wód gruntowych. 

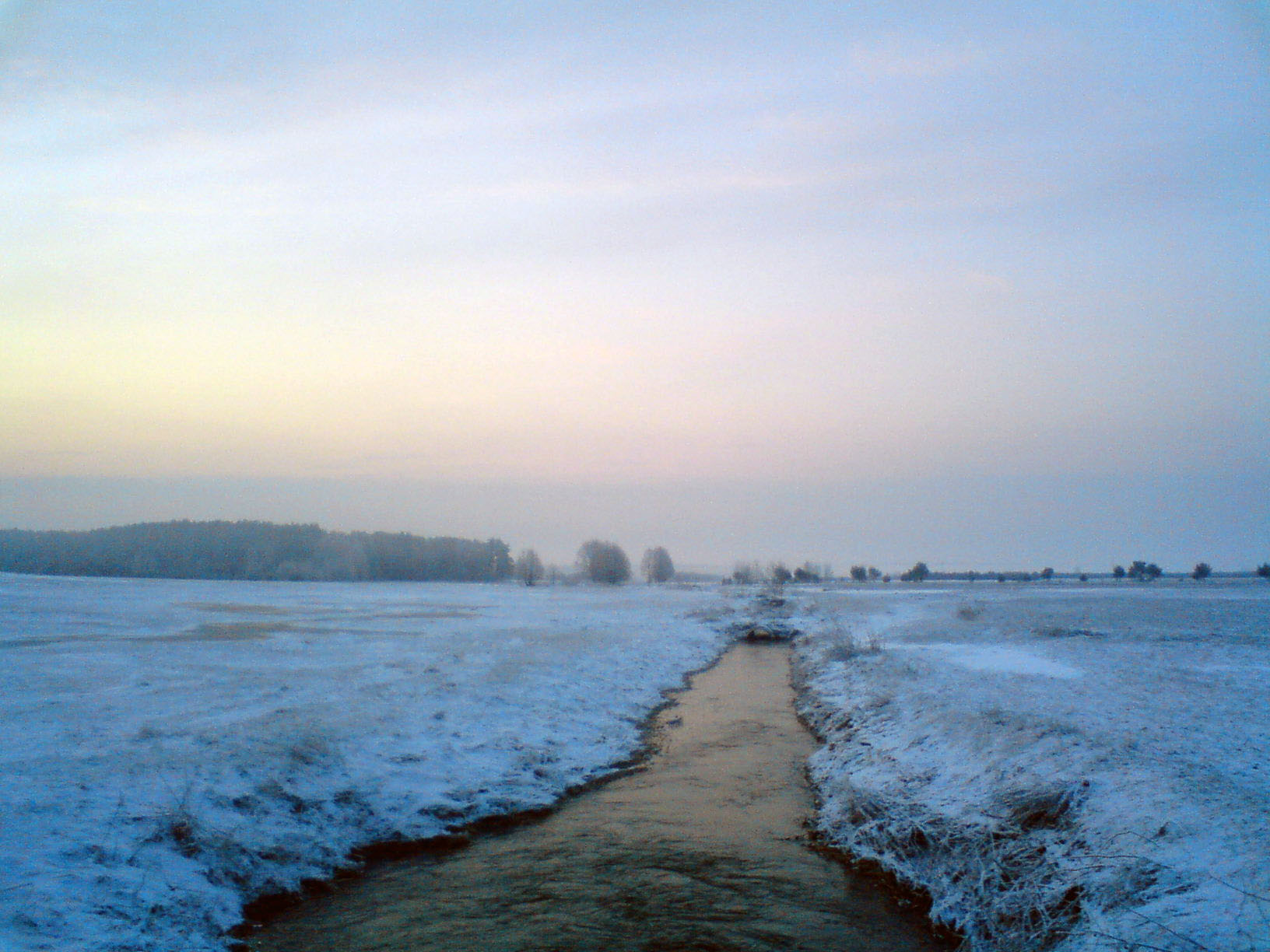
Chwiszczej okolice wsi Chytra.

W 1999 roku Północnopodlaskie Towarzystwo Ochrony Ptaków podsunęło leśnikom pomysł na objęcie rezerwatem fragmentów doliny strugo Chwiszczej dla ratowania ginących ptaków.